# Marmet
Marmet es una ciudad ubicada en el condado de Kanawha en el estado estadounidense de Virginia Occidental. En el Censo de 2010 tenía una población de 1503 habitantes y una densidad poblacional de 411,86 personas por km².

## Geografía
Marmet se encuentra ubicada en las coordenadas 38°14′45″N 81°34′32″O / 38.24583, -81.57556. Según la Oficina del Censo de los Estados Unidos, Marmet tiene una superficie total de 3.65 km², de la cual 3.3 km² corresponden a tierra firme y (9.58%) 0.35 km² es agua.

## Demografía
Según el censo de 2010, había 1503 personas residiendo en Marmet. La densidad de población era de 411,86 hab./km². De los 1503 habitantes, Marmet estaba compuesto por el 96.47% blancos, el 1.6% eran afroamericanos, el 0.2% eran amerindios, el 0.2% eran asiáticos, el 0% eran isleños del Pacífico, el 0% eran de otras razas y el 1.53% pertenecían a dos o más razas. Del total de la población el 0.33% eran hispanos o latinos de cualquier raza.